# Římskokatolická farnost Radíčeves
Římskokatolická farnost Radíčeves (lat. Reitschovessium) je církevní správní jednotka sdružující římské katolíky na území vesnice Radíčeves a v jejím okolí. Organizačně spadá do lounského vikariátu, který je jedním z 10 vikariátů litoměřické diecéze. Centrem farnosti je kostel svatého Václava v Radíčevsi.

## Historie farnosti
Již před rokem 1186 byla v místě plebánie. Matriky jsou vedeny od roku 1679. Nejdříve byla filiálkou Žaboklik a jako samostatná farnost byla kanonicky ustanovena od roku 1858.

### Duchovní správcové vedoucí farnost
Začátek působnosti jmenovaného v duchovní správě farnosti od:
- 1786 cap. loc. Joann. Oehm, n. 1. 1. 1754 Czekovicens., o. 1780, † 25. 5. 1824
- 1814 cap. loc. Ioann. John, n. 25. 11. 1786 Proellesiens., o. 17. 8. 1809, † 1. 12. 1835
- 1824 cap. loc. vacat
- 1824 cap. loc. Franc. Lumpe, n. 28. 10. 1783 Alt Ehrenberg., o. 30. 8. 1806, † 20. 4. 1855
- 1843 cap. loc. vacat, admin. Josef Schittler
- 1844 cap. loc. Adalb. Novaček, n. 23. 4. 1803 Augezdl., o. 25. 7. 1830, † 4. 6. 1846
- 1847 cap. loc. Johann Nepomuk Oettl
- 1850 cap. loc. Ign. Pollak, n. 27. 7. 1805 Novodomens., o. 25. 7. 1831, † 13. 2. 1888
- 1856 cap. loc. vacat, admin. interim. Eduard Hanff
- 1857 cap. loc. Josef Hanff, n. 12. 9. 1815 Maschau, o. 1. 8. 1839
- 1858 proto-par. (1. farář) Josef Hanff, n. 12. 9. 1815 Maschau, o. 1. 8. 1839, † 19. 7. 1890
- 1868 Wenzl Nekolla, n. 20. 11. 1820 Stöben, o. 25. 7. 1844, † 11. 1. 1892
- 1887 Franz Höfner, n. 12. 5. 1817 Liebeschitz, o. 19. 7. 1873, † 14. 6. 1890
- 1890 Josef Sigmund, děkan,[4][3] n. 6. 1. 1850 Weinern, o. 25. 7. 1874, † 10. 7. 1923
- 1915 par. vacat admin. interc. Herm. Stümper
- 1. 12. 1915 Franc. Kastl, n. 12. 7. 1888 Alberitz, o. 16. 7. 1911, † 18. 8. 1975
- 1. 3. 1947 Alois Josef Peterka O.Praem.
- 1. 11. 1990 Jaroslav Saller CSsR
- 15. 12. 1995 Hroznata Jan Svatek O.Praem.
- 1. 8. 1998 Augustin Josef Špaček, O.Praem., admin. exc.[4]

Kromě kněží stojících v čele farnosti, působili ve farnosti v průběhu její historie i jiní kněží. Většinou pracovali jako farní vikáři, kaplani, katecheté, výpomocní duchovní aj.

## Území farnosti
Do farnosti náleží území obce:
- Čeradice (Tscheraditz[5])[p 3]
- Milčeves (Miltschowes)[p 3]
- Milošice (Miloschitz)[p 3]
- Nová Železná[p 1] (Neuschöllesen[2])[p 3]
- Radíčeves (Reitschowes,[2] Raitschowes[5])[p 3]

## Římskokatolické sakrální stavby na území farnosti
| | Fotografie | Stavba               | Místo     | Bohoslužby                      | Zeměpisné souřadnice             | Status       | Číslo kulturní památky           |
| Kostel | Kostel     | Kostel               | Kostel    | Kostel                          | Kostel                           | Kostel       | Kostel                           |
| --- | ---------- | -------------------- | --------- | ------------------------------- | -------------------------------- | ------------ | -------------------------------- |
| 1. |            | Kostel sv. Václava   | Radíčeves | bližší informace o bohoslužbách | 50°17′30″ s. š., 13°30′51″ v. d. | farní kostel | 43172/5-1379 (Pk•MIS•Sez•Obr•WD) |
| Kaple |            |                      |           |                                 |                                  |              |                                  |
| 2. |            | Kaple Anděla Strážce | Čeradice  | bližší informace o bohoslužbách | 50°18′28″ s. š., 13°29′32″ v. d. | obecní kaple | —                                |
| Některé drobné sakrální stavby a pamětihodnosti lze dohledat zde v databázi Drobné sakrální památky Zaniklé sakrální stavby lze dohledat zde v databázi Poškozené a zničené kostely, kaple a synagogy v České republice |            |                      |           |                                 |                                  |              |                                  |

Ve farnosti se mohou nacházet i další drobné sakrální stavby, místa římskokatolického kultu a pamětihodnosti, které neobsahuje tato tabulka.

## Příslušnost k farnímu obvodu
Z důvodu efektivity duchovní správy byl vytvořen farní obvod (kolatura) farnosti – děkanství Žatec, jehož součástí je i farnost Radíčeves, která je tak spravována excurrendo.

## Galerie

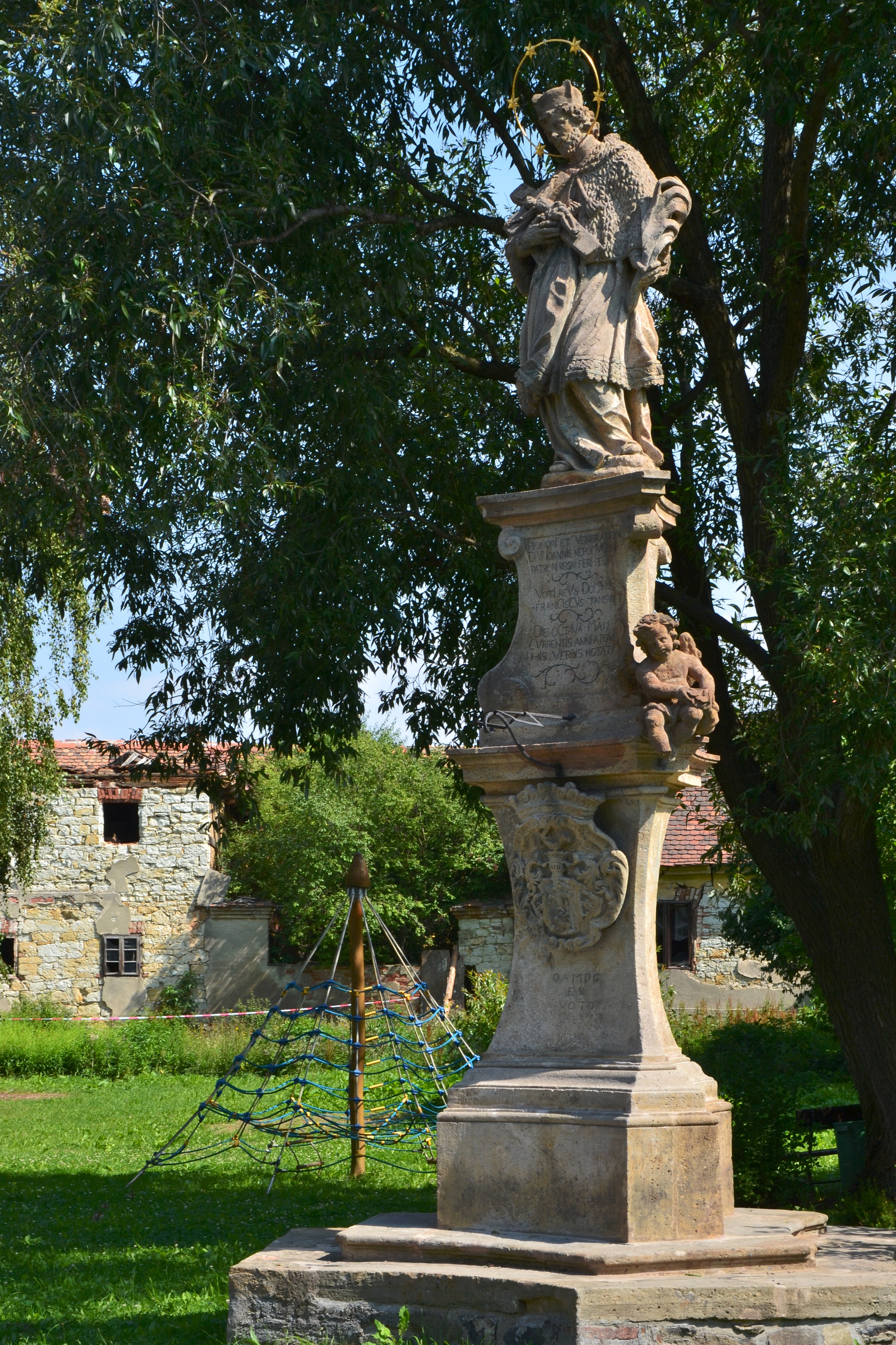
Socha sv. Jana Nepomuckého v Milošicích
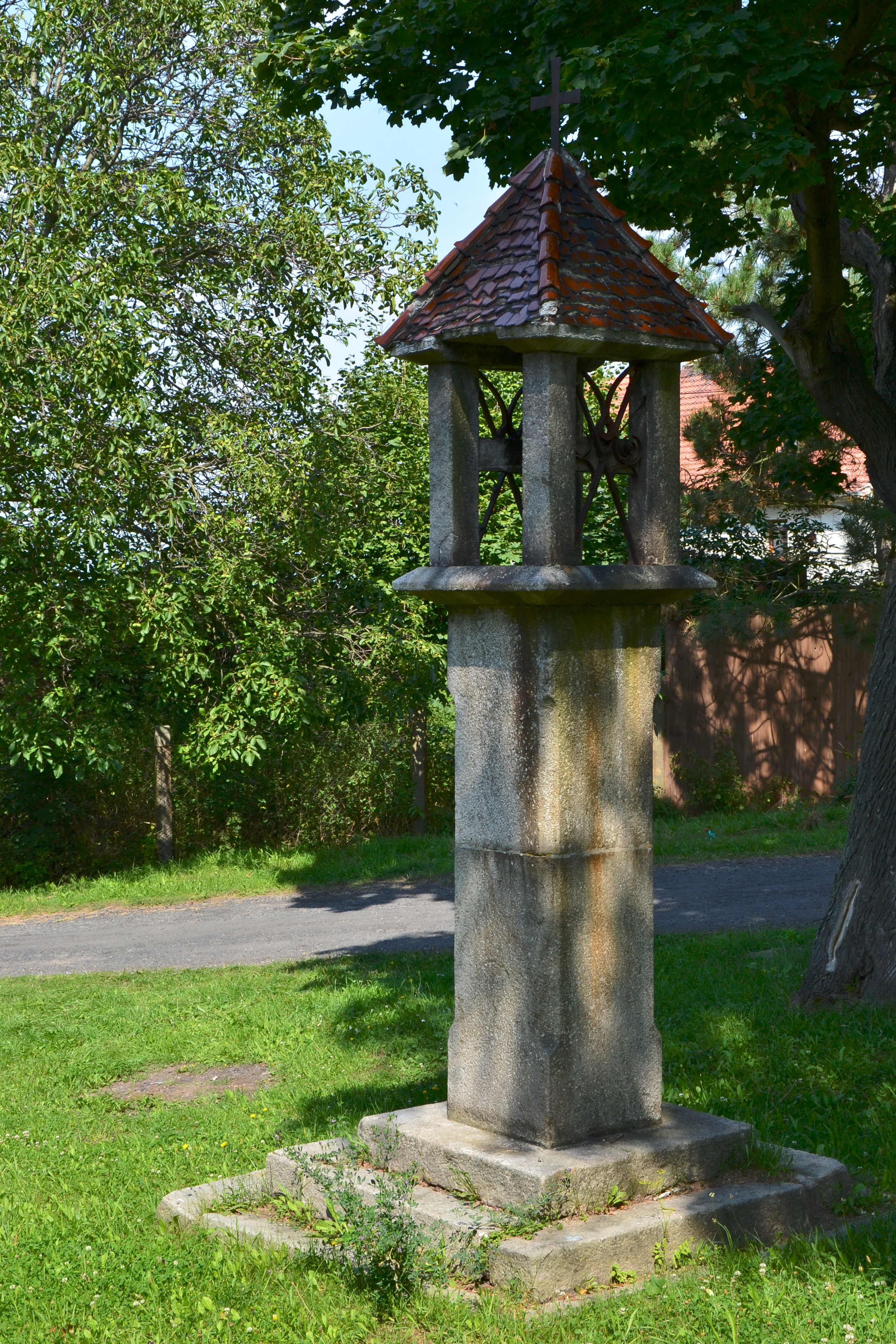
Zvonička v Milošicích